# Arxiu Comarcal de la Cerdanya
L'Arxiu Comarcal de la Cerdanya (ACCE), integrat a la Xarxa d'Arxius Comarcals de la Generalitat de Catalunya, es va crear el 31 de gener de 1984 amb la signatura d'un conveni entre el Departament de Cultura de la Generalitat de Catalunya i l'Ajuntament de Puigcerdà i va ser inaugurat el dia 10 de juny de 1989. Està situat al número 2 del Passeig 10 d'Abril de Puigcerdà i compta amb 964 metres lineals de documents d'entre el segle xiii i XX.

## Descripció

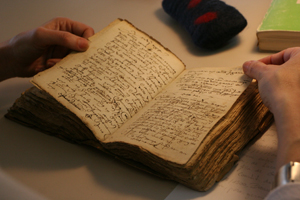
Una consulta a l'Arxiu

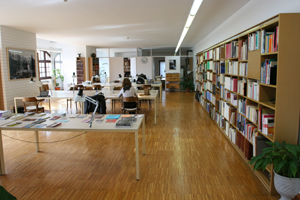
Vista de la sala de consulta

La infraestructura venia a omplir un buit com a centre d'abast comarcal i a consolidar la llarga i antiga tasca de l'arxiu municipal de Puigcerdà. Durant vint anys, ha tingut al capdavant l'historiador local i arxiver Sebastià Bosom i Isern. Durant aquest temps l'Arxiu Comarcal de la Cerdanya ha ocupat un espai cèntric, urbanísticament i social i s'ha consolidat com una referència gràcies sobretot a la implicació de la institució en la vida pública de la comarca i la forta activitat de dinamització cultural que sempre ha promogut.
Vint anys després de la inauguració de l'Arxiu i amb totes les eines tecnològiques que tenim a l'abast, estem treballant per acostar la documentació als usuaris a través de projectes de digitalització. La consulta en línia dels nostres fons, que és possible a la pàgina que la Generalitat de Catalunya té disponible sobre el nostre Arxiu, ens ha de permetre superar la situació excèntrica en el planell del país i arribar sense limitacions a tots els usuaris. En aquest moment té més de 900 metres de documentació on destaquen els fons notarial, municipal de Puigcerdà i la col·lecció de pergamins.

## Alguns documents
- El bisbe Oliva fa de jutge en un conflicte entre els pobladors d'Age i els de Pallerols. El document més antic que es custodia a l'Arxiu Comarcal de la Cerdanya és aquest procés judicial datat al 7 de gener de 1027 on l'abat Oliba fa de jutge en un conflicte de terres entre els habitants d'Age i els de Pallerols, llocs propis del cenobi de Ripoll. El document va arribar a l'ACCE amb el fons de Josep M. Martí i Terrada l'any 2006. El professor de la Universitat de Girona Jordi Mascarella n'ha publicat l'estudi i transcripció al número 22 de la revista Vitel·la, de novembre de 2008. És un document en pergamí.[1]
- Les primeres fotografies de Cerdanya i Puigcerdà. El fons fotogràfic Juan Bertran Bertran va ser ingressat a l'Arxiu Comarcal de la Cerdanya a l'estiu del 2009. Es tracta d'un conjunt de 400 plaques de vidre amb imatges de Puigcerdà i els pobles de la Cerdanya d'entre 1910 i 1930. Les plaques han sigut digitalitzades i són totes consultables a través del cercador "Arxius en Línia".[1]
- Privilegi del rei Jaume I a Puigcerdà. Amb aquest document el rei Jaume I el Conqueridor atorga a la vila de Puigcerdà el privilegi de tenir escrivania pública i de poder nomenar els notaris mitjançant el pagament d'un cens anual de vuit-cents sous melgoresos. També determina que els notaris no podran ser clergues i seran escollits pels cònsols i deu prohoms de la vila. El pergamí forma part d'un conjunt de més de 120 privilegis reials atorgats a la vila. Data del 1264 i és en pergamí.[1]

## Galeria d'imatges

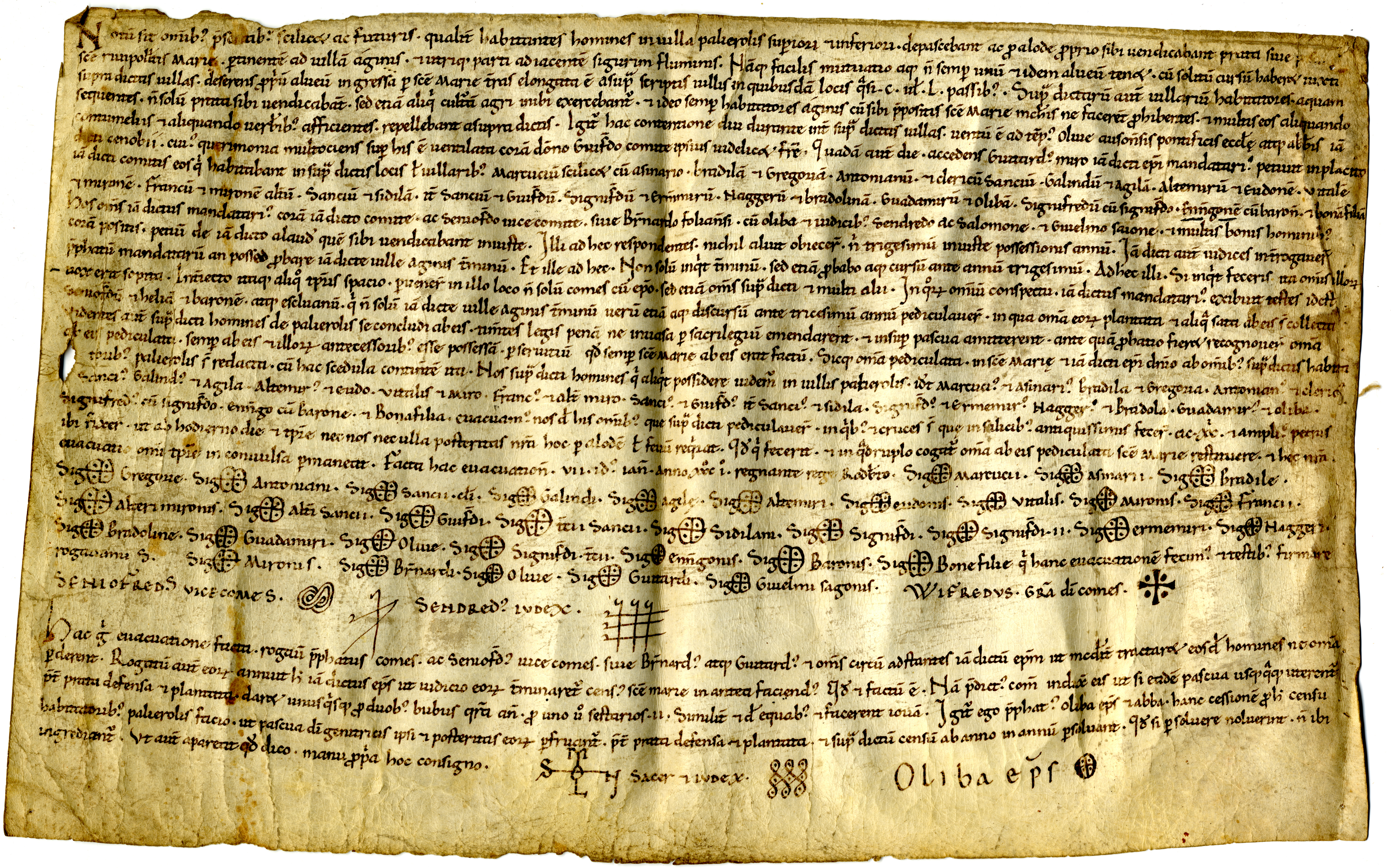
El document més antic que es custodia a l'Arxiu Comarcal de la Cerdanya és aquest procés judicial datat al 7 de gener de 1027 on l'abat Oliba fa de jutge en un conflicte de terres entre els habitants d'Age i Pallerols, llocs propis del cenobi de Ripoll
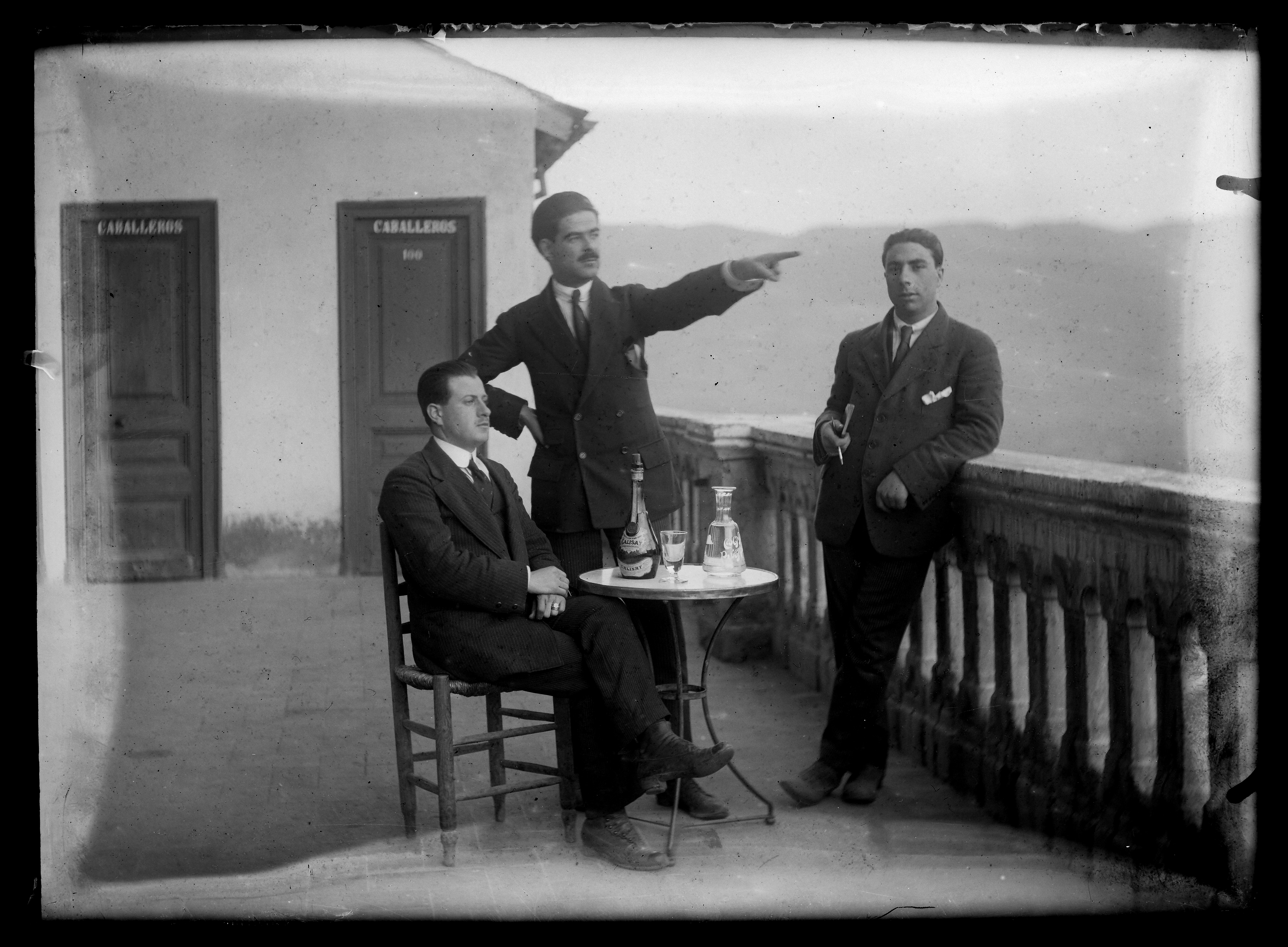
Tres homes a la terrassa del Círcol Agrícola i Mercantil en una imatge del 1915 del fons fotogràfic Joan Bertran Bertran, que es pot consultar a l'Arxiu Comarcal de la Cerdanya.
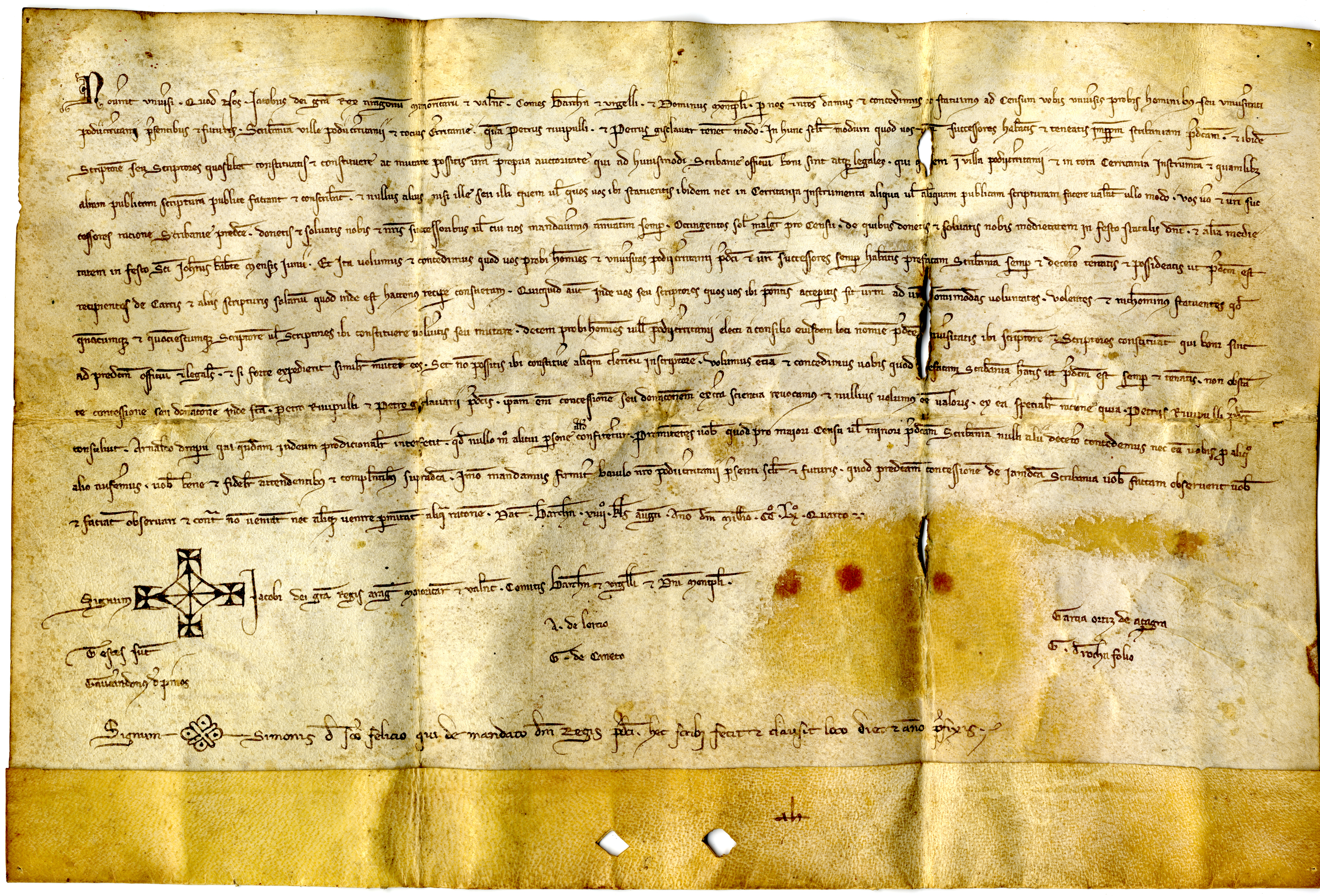
El Privilegi del rei Jaume I a Puigcerdà de 1264 atorga a la vila de Puigcerdà el privilegi de tenir escrivania pública i de poder nomenar els notaris mitjançant el pagament d'un cens anual de vuit-cents sous malgoresos.